# Micropostega aeneofasciata
Micropostega aeneofasciata là một loài bướm đêm thuộc họ Lyonetiidae. Nó được tìm thấy ở Gambia.